# Urbanistica di Treviso
L'urbanistica di Treviso  fonda le proprie origini nella città romana, della quale conserva ancora alcune direttrici. L'impianto del centro storico è comunque prevalentemente medievale; non mancano peraltro interessanti edifici settecenteschi, ottocenteschi e qualche esempio di architettura razionalista.

## Contesto geografico
La città sorge su tre colli, corrispondenti all'attuale duomo, a piazza dei Signori e piazza Sant'Andrea, in una zona ricca di risorse idriche: numerose sono le sorgenti risorgive, localmente dette fontanassi. Entro lo stesso territorio comunale nascono numerosi fiumi di risorgiva dei quali il più importante è il Botteniga. Quest'ultimo, dopo aver ricevuto le acque di Pegorile e Piavesella, oltrepassa le mura all'altezza del Ponte di Pria e si divide poi nei diversi rami, detti cagnani (Cagnan Grando, Buranelli, Roggia ecc.), che tanto caratterizzano il centro storico. Corso d'acqua principale è comunque il Sile, che dopo aver lambito le mura meridionali, riceve le acque dei cagnani del Botteniga.

## Treviso romana
Si è ipotizzato che il quadruvium di Treviso si trovasse in corrispondenza di piazza Carducci, dove oggi si incrociano l'asse via Calmaggiore-via Indipendenza-via Santa Margherita (il cardo massimo) e via Martiri della Libertà (il decumano massimo). La città antica sorgeva dunque sull'isola formata da Cagnan Grando, Roggia e Sile e le sue mura si sviluppavano lungo l'attuale cattedrale e via Cornarotta (forse da cornua rupta, in riferimento al fatto che rompeva la regolarità dei decumani) conferendole un perimetro quadrangolare. Le arterie principali che si inoltravano nella campagna circostante erano le tre strade che collegavano la città alla via Postumia, alla via Aurelia e ad Altino, rispettivamente.
Come tutti i possedimenti romani, anche il territorio circostante fu centuriato. Pare che il cardine fosse l'attuale strada "Feltrina" e il decumano la linea Ospedaletto d'Istrana-Povegliano (sicché l'umbilicus agri si trovava in corrispondenza dell'attuale Postioma, dove, peraltro, passava la via Postumia). L'agro trevigiano era compreso tra il Sile, il Musone, il Montello e il Piave, confinando con i territori di Altino, Padova, Asolo e Oderzo; secondo gli studiosi Pilla e Dorigo, quindi, la regione era ricompresa in un quadrilatero avente come vertici le attuali Montebelluna, Nervesa della Battaglia, Fagarè della Battaglia e Istrana. Tracce di questa organizzazione si ravvisano tutt'oggi nella disposizione di strade e fossati (orientati in direzione nordovest-sudest e nordest-sudovest) e nella toponomastica, che ricorda i nomi dei possessori (Ponzano da Pontius, Povegliano da Popilius, Spresiano da Precilius).

## Treviso medievale
L'importanza strategica dell'insediamento fu riconosciuta anche in epoca medioevale con la trasformazione delle piccole stationes in una prima cinta muraria, nonché con la canalizzazione delle abbondanti acque risorgive a fini difensivi. Il nucleo cittadino fu infatti circondato da alte mura merlate e turrite. Il canale della Polveriera (più tardi il Sile) fungeva a sud da fossato naturale, a est e a ovest le mura costeggiavano invece, rispettivamente, il canale delle Convertite e il Cantarane.

### XII secolo
Il completamento di una prima cinta muraria risale probabilmente al penultimo decennio del secolo XII, quando, a seguito della vittoria della Lega Lombarda, l'imperatore Federico I concesse alle città italiane il permesso di erigere fortificazioni (in un precedente documento del 1161 si parla già, però, di una «Porta di Santa Fosca»).
Numerose porte (tredici, forse quindici) collegavano il centro ai sobborghi, disposti a raggiera lungo le strade che si allontanavano nella campagna. Fuori dalle mura si trovavano la maggior parte dei conventi, i migliori «alberghi», gli ospedali, le più belle e comode abitazioni dei facoltosi cittadini. La città medievale aveva infatti un rapporto di massima permeabilità con i sobborghi, continuum della città stessa.

### XIII secolo
L'anonimo autore della Cronaca Trivisana (1384 circa) afferma che nel 1230 delle mura cingevano la città da «San Theonisto» alla «Madona Granda».
Del 1227 è invece la prima testimonianza del Castello, collocato a sud del centro abitato, in una posizione strategica che permetteva il controllo del passaggio sul Sile.
Nel 1267 si dà avvio alla costruzione del primo ponte di Pietra, situato a nord, all'ingresso del Botteniga in città.
Alla fine del Duecento la città si espande a sud con la recinzione della cosiddetta civitas nova, l'isola compresa tra il canale della Polveriera e il Sile, che perde il ruolo marginale di borgo periferico per assurgere al pari del vicino castello a funzioni pubbliche e militari. A difesa del canale della Polveriera, ormai inglobato interamente nel centro urbano, furono realizzate palizzate, le cosiddette «tolpade» (dal termine «tolpo» o palo), che costringevano le imbarcazioni ad eseguire un percorso lento, a linea spezzata.

### XIV secolo
La fortificazione fu ampliata dagli Scaligeri attorno al 1332 arrivando a comprendere anche la zona attualmente occupata dal Quartiere latino.

## Treviso nel periodo della Serenissima
Risalgono alla fine del '400 le prime xilografie rappresentanti la città di Treviso, opera di Jacopo Foresti (1490) e Hartmann Schedel (1493). Queste immagini, come la maggior parte delle illustrazione inserite nei primi incunaboli cartografici, lasciano solo intuire l'aspetto reale della città.
A trasformare la «gioiosa» città medievale nella fortezza rinascimentale fu la guerra dichiarata a Venezia dalla Lega di Cambrai nel 1508: si passò così da una struttura urbana con uno sviluppo a raggiera in corrispondenza delle arterie che si allontanavano dal centro, ad un impianto murario poligonale che traccia il limite invalicabile delle attività edilizie. Oltre la cinta muraria si estendeva una spianata priva di case a alberi.

### XVI secolo
Vista la disastrosa prova di debolezza della battaglia di Agnadello, il Consiglio dei Dieci ritenne opportuno organizzare, seppur in extremis, un sistema di città fortificate a difesa per i Domini di Terraferma.
A partire dal luglio 1509 incominciarono, dunque, frenetici i lavori di rafforzamento delle difese: si procedette innanzitutto con la demolizione degli edifici addossati alle mura, sia internamente (particolarmente sofferta fu la distruzione del monastero annesso all'antico santuario di Santa Maria Maggiore) che esternamente, modificando profondamente l'antica forma urbis.
Il settore meridionale delle antiche mura scaligere fu risparmiato, in quanto, secondo il parere di Bartolomeo d'Alviano, per la difesa di questo fronte era sufficiente «la pienezza del Sile».

## Treviso nell'età napoleonica
Dopo la grande tela raffigurante la città al principio del '600, nuove testimonianze dello sviluppo territoriale di Treviso appaiono tra la fine del periodo veneziano e i primi anni di quello austriaco.
Oltre alla «pianta di Amsterdam», pubblicata da Pierre Mortier prima del 1795, risalgono infatti a quegli anni i quadri esemplari di Basilio Lasinio - la stesura manoscritta è del 1809, nel 1822 apparvero invece due copie a stampa, una a colori, con varianti, la seconda in bianco e nero - e la mappa catastale realizzata da Bernardo Salomoni nel 1811 e poi pubblicata nel 1824 e di nuovo nel 1826.

## Treviso asburgica

### XIX secolo
L'amministrazione austro-ungarica, al contrario della precedente francese, fu molto solerte nel campo delle opere pubbliche, promuovendo la costruzione di scuole, delle Poste, del Tribunale, della Pescheria. Nel 1851 fu inoltre inaugurato il tratto di ferrovia da Venezia a Treviso. La stazione ferroviaria, progettata da Giovanni Bottura su incarico di Luigi Negrelli, direttore generale dei lavori pubblici del Lombardo-Veneto, sorse a sud della città.
Nella seconda metà del XIX secolo il terrapieno interno delle mura fu sistemato per ricavarne un viale alberato, destinato al passeggio e al gioco dei bambini. Sempre negli stessi anni le mura furono trasformate in barriera daziaria, cosicché ogni accesso alla città, per terra o fiume, fosse controllato e soggetto ad imposta (tra i caselli daziari all'epoca eretti in corrispondenza degli accessi, rimane quello posto di fianco alla Barriera Garibaldi, all'uscita del Sile dalla città, in luogo dell'antico "Portello").

## Treviso italiana
Nel 1893 furono demolite le ultime vestigia delle mura scaligere, ancora riconoscibili nel settore meridionale.

### XXI secolo
Nei primi anni duemila profondi cambiamenti sono attuati grazie a diversi accordi tra le istituzioni pubbliche e Fondazione Cassamarca. Quest'ultima, è promotrice negli anni di diversi interventi di riqualificazione e restauro: dopo l'acquisto e il restauro, già nel 1987, di Ca' dei Carraresi, destinata a centro convegni ed esposizioni, il restauro del Teatro Eden e del Teatro Comunale, inaugurati rispettivamente nel 1999 e nel 2003, la riqualificazione del Palazzo dell'Umanesimo Latino, dell'ex Ospedale San Leonardo e dell'ex distretto militare, dal 2006 sedi distaccate delle Università di Padova e Venezia e perciò rinominati "Quartiere latino".
Coronamento di questa collaborazione è stato il cosiddetto "maxi-risiko immobiliare", un vasto programma che ha visto la cessione a Fondazione Cassamarca di diversi edifici di proprietà del Comune e della Provincia e l'acquisizione, come sedi per diverse istituzioni e uffici, di ampie metrature nell'Area Appiani.
In base all'accordo, sottoscritto nel luglio 2007 da Gian Paolo Gobbo, Leonardo Muraro e Dino De Poli, sono passati a Cassamarca il Palazzo del Podestà, Villa Franchetti, l'ex Tribunale (ceduto nel 2013 a Edizione srl, holding finanziaria della famiglia Benetton, intenzionata a riunire nel palazzo i propri uffici, in precedenza dislocati in vari punti del centro storico), il palazzo della Questura e la villa che ospitava la caserma della polizia stradale in viale Brigata Treviso.
Il Comune, sempre in base all'accordo, ottiene il prestigioso Palazzo del Podestà, già sede della Prefettura, restaurato da Cassamarca.
La Provincia, abbandonata la sede di viale Cesare Battisti, ha investito le somme ottenute dalle diverse cessioni nel restauro del complesso di Sant'Artemio, dal 2009 sede di tutti i servizi dell'Amministrazione provinciale trevigiana.
Promotrice di altri importanti restauri è stata la famiglia Benetton, cui si deve la ricostruzione di Palazzo Bomben e Palazzo Caotorta, oggi sedi della "Fondazione Benetton Studi e Ricerche".

## Vie e piazze principali
Le due piazze principali, piazza del Duomo e piazza dei Signori, sono collegate dal Calmaggiore, principale arteria commerciale, oggi pedonalizzata.
Le vie principali del centro storico sono per lo più di collegamento tra l'interno del centro abitato e i varchi nella cerchia muraria. In particolare: viale Cesare Battisti, borgo Cavour, con il suo prosieguo via Antonio Canova, via Manzoni, borgo Mazzini, borgo Cavalli e via Carlo Alberto. Altra importante arteria è Corso del Popolo, che collega la stazione ferroviaria a Piazza Borsa.
Attorno al centro, oltre alle circonvallazioni interna ed esterna, si estende la fascia dei quartieri periferici originariamente sviluppatisi lungo le principali direttrici.